# Viasat History
Viasat History je televizijski kanal u vlasništvu Viasat Worlda. Emitira dokumentarne filmove o povijesti, kulturi i društvu. Ističu se emisije o prapovijesti, antičkim kulturama, povijesnim bitkama, povijesnim lekcijama, povijesti mora, povijesnim dramama, o događajima i ličnostima koji su mijenjali prošlost.
Dostupan je u skandinavskim zemljama, zemljama istočne i jugoistočne Europe.
U Hrvatskoj se emitira putem Evo TV-a, Total TV-a, i kabelskog operatera B.net, i to lokaliziran na hrvatski jezik.

## Vanjske poveznice
- Modern Times Group
- Viasat History